# Claudius Salmasius

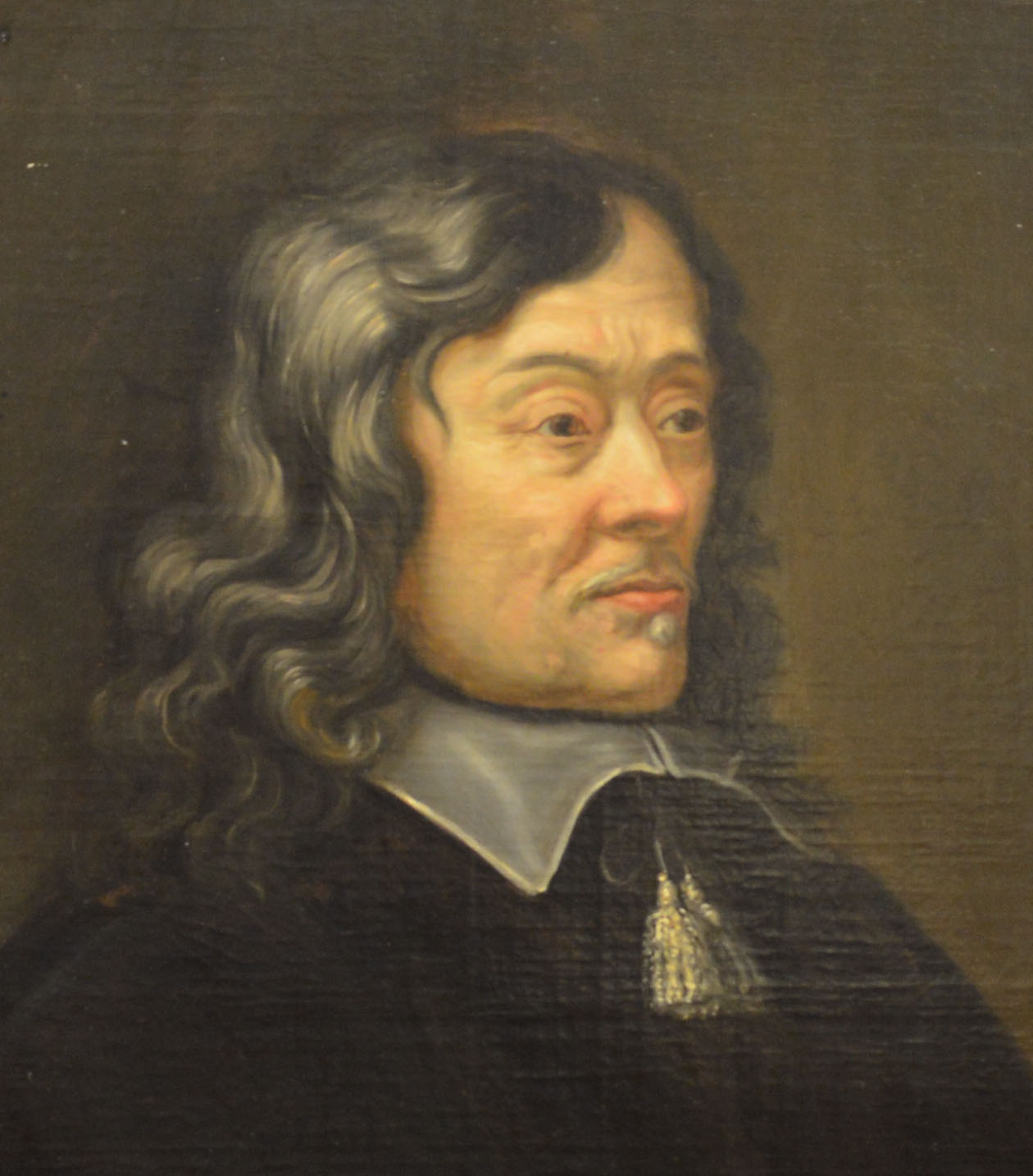
Claudius Salmasius

Claudius Salmasius, französisch Claude de Saumaise (* 15. April 1588 in Semur-en-Auxois; † 3. September 1653 in Spa), war ein französischer Altphilologe und Universalgelehrter.

## Leben
Salmasius wurde bereits von seinem Vater, dem Juristen und Dijoner Ratsherren Benignus Salmasius, in den Sprachen Griechisch und Latein unterrichtet. Salmasius studierte ab 1604 an der Sorbonne und ab 1606 in Heidelberg (bei Dionysius Godofredus) Philosophie und Jura, dann aber vor allem Philologie, wozu ihn sowohl seine Korrespondenz mit Joseph Justus Scaliger und Isaac Casaubon als auch die handschriftlichen Schätze der Bibliotheca Palatina veranlassten. In Heidelberg bekannte er sich zur protestantischen Konfession.
Nach der Rückkehr nach Frankreich im Jahre 1610 wurde er zunächst Anwalt, übte diesen Beruf aber nicht aus. Die 1623 erfolgte Heirat mit Anne Mercier, der Tochter des Philologen Josias Mercier des Bordes († 1626), ermöglichte ihm ein Dasein als Privatgelehrter. Er veröffentlichte beispielsweise eine Arbeit über Plinius den Älteren. Die nach dem Tode seines Vaters im Rat der Stadt Dijon freigewordene Position wurde ihm auf Grund seines Bekenntnisses verweigert. Nachdem er glänzende Angebote aus Venedig, London und Den Haag ausgeschlagen hatte, folgte er 1631 einem Ruf an die Universität Leiden. Hier, wo er als Nachfolger des vor Jahrzehnten verstorbenen Scaliger angesehen wurde, kam es zu Streitigkeiten mit seiner Gattin sowie zu wissenschaftlichen, theologischen und politischen Kontroversen. So schrieb Salmasius 1649 für Karl II. von England die Defensio regia, eine Apologie des im gleichen Jahr unter Cromwell hingerichteten Karls I., und geriet dadurch in eine Auseinandersetzung mit John Milton.
Nach einem längeren Aufenthalt in Frankreich, bei dem ihm beispielsweise Richelieu eine Aufgabe in seinem Ministerium anbot und auch andere ihn für eine Tätigkeit im Lande zu gewinnen suchten, folgte er 1650 einem Ruf der Königin Christina von Schweden, zunächst allerdings nur auf Urlaub. Aus gesundheitlichen Gründen kehrte er jedoch schon 1651 nach Leiden zurück. Wegen seiner Erkrankung an Gicht hielt er sich zur Kur in Spa auf, wo er an einer fiebrigen Erkrankung verstarb. Salmasius galt als sprachgewandt, neben Griechisch und Latein hatte er sich später selbst Hebräisch beigebracht und beherrschte auch weitere im Orient gebräuchliche Sprachen.

## Werke

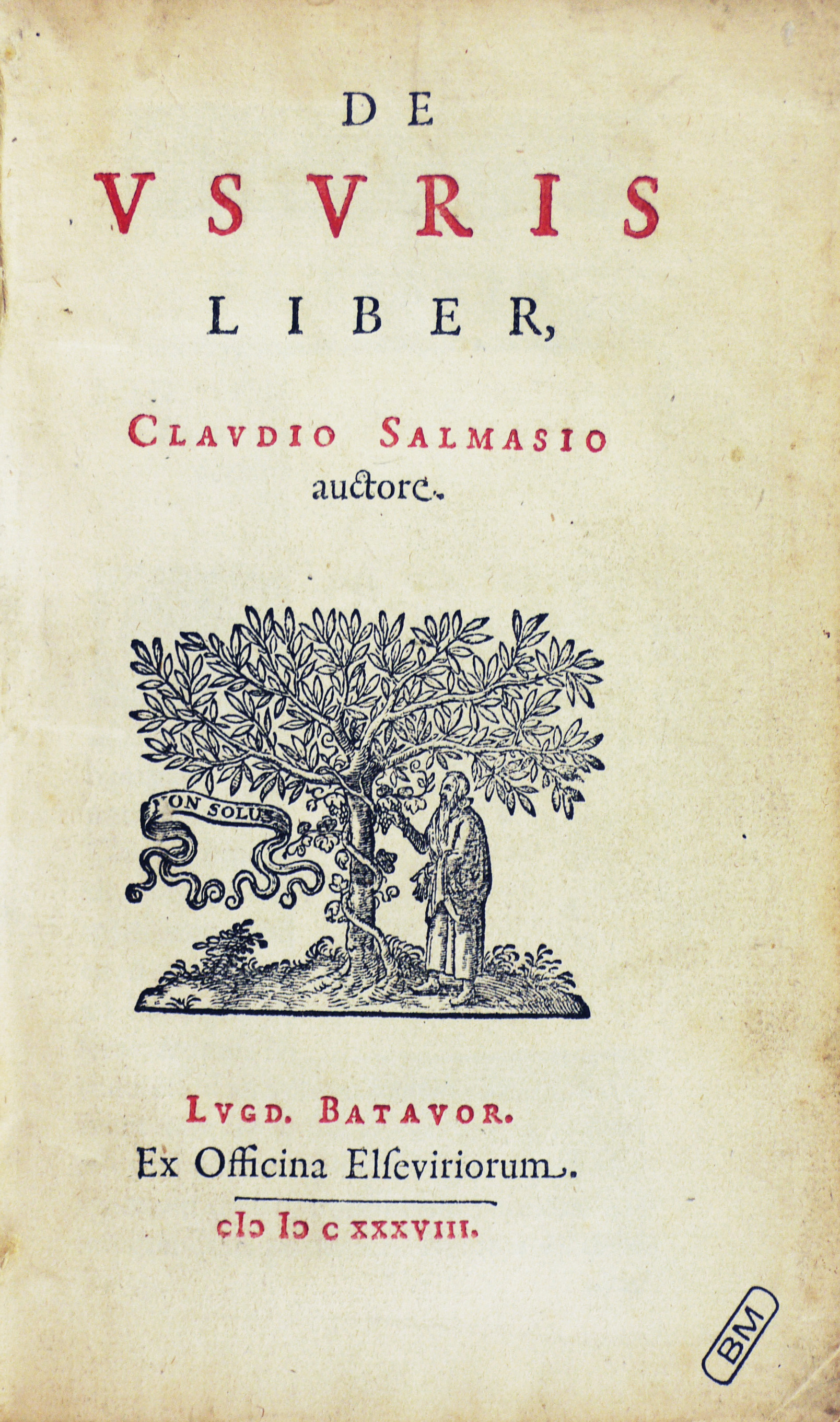
De usuris, 1638

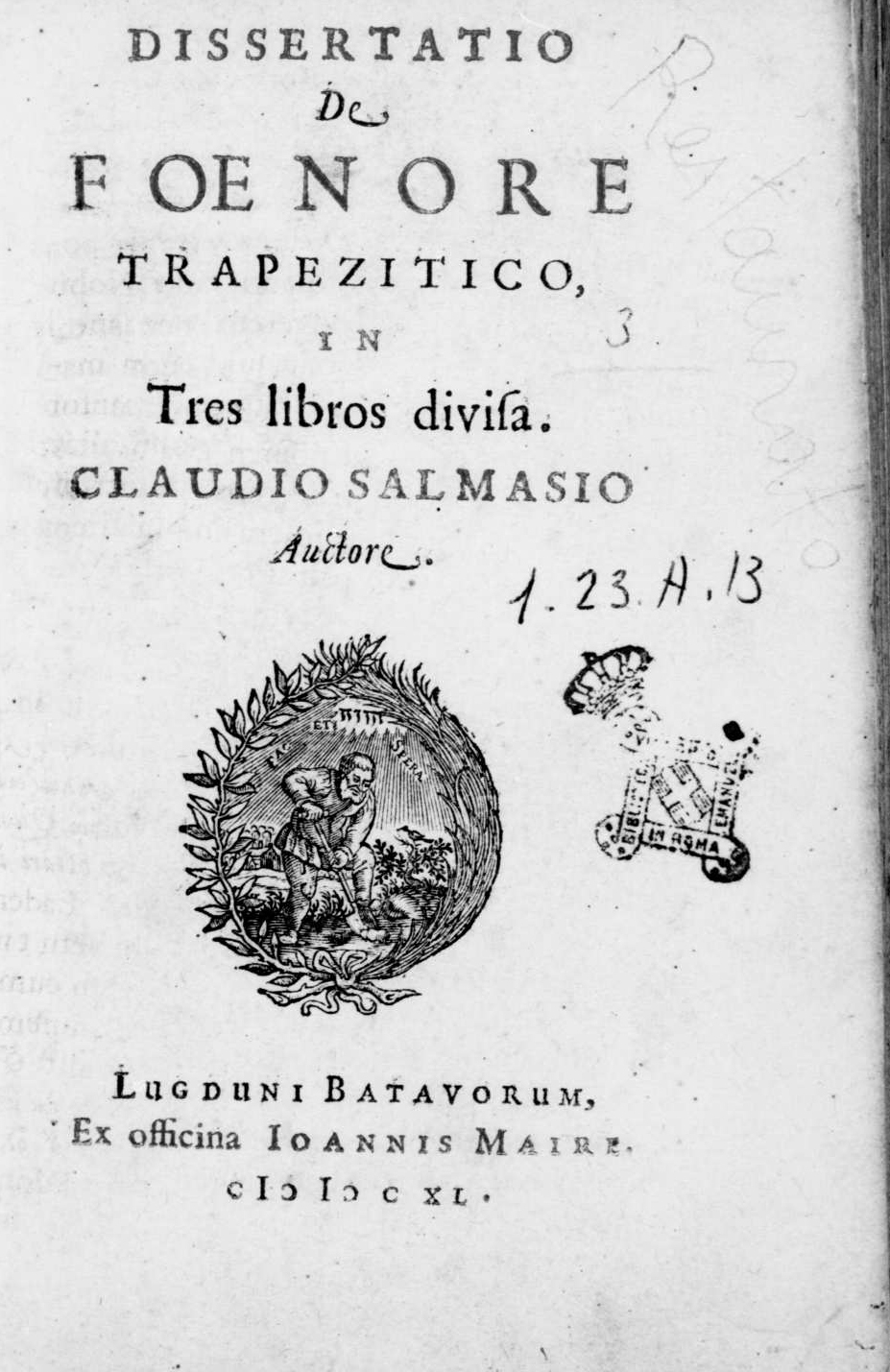
Dissertatio de foenore trapezitico, 1640

- De suburbicariis regionibus, Paris 1619
- Plinianae exercitationes in Solinum, Paris 1629
- De usuris. Bonaventura Elzevier & Abraham Elzevier, Lyon 1638 (Latein, beic.it). in-8°.
- De modo usurarum, Leiden 1639
- Diatriba de mutuo, non esse alienationem. Joannes Maire, Lyon 1640 (Latein, beic.it).
- Dissertatio de foenore trapezitico. Joannes Maire, Lyon 1640 (Latein, beic.it).
- De lingua hellenistica et origine ac dialectis Graecae linguae commentarius, Leiden 1643
- Funus linguae hellenisticae, Leiden 1643
- Observationes ad jus atticum et romanum, Leiden 1645
- De annis climactericis et antiqua astrologia, Leiden 1648
- Defensio regia pro Carolo I. ad Serenissimum Magnae Britanniae Regem Carolum II. o. O. 1649
- De re militari Romanorum, Leiden 1657

## Lateinische Textausgaben
- Florus (Heidelberg 1609, Leiden 1638)
- Historia Augusta (Paris 1620, Leiden 1652),
- Tertullian, De pallio (Paris 1622, Leiden 1656)
- Ampelius (hinter dem Florus von 1638)

## Griechische Textausgaben
- Simplicius, Kommentar zu Epiktet, Leiden 1640
- Achilleus Tatios, Leiden 1640